# Train of Thought
Train of Thought — музичний альбом гурту Dream Theater. Виданий 2003 року лейблом Elektra Entertainment Group Inc.. Загальна тривалість композицій становить 69:22. Альбом відносять до напрямку прогресивний метал. 

## Список пісень
| #  | Назва                                                                       | Автор слів        | Автор музики                                       | Тривалість |
| -- | --------------------------------------------------------------------------- | ----------------- | -------------------------------------------------- | ---------- |
| 1. | «As I Am»                                                                   | Джон Петруччі     | Петруччі, Джон Маянґ, Джордан Рудесс, Майк Портной |            |
| 2. | «This Dying Soul" - "IV. Reflections of Reality (Revisited)" - "V. Release» | Портной           | Петруччі, Маянґ, Рудесс, Портной                   |            |
| 3. | «Endless Sacrifice»                                                         | Петруччі          | Петруччі, Маянґ, Рудесс, Портной                   |            |
| 4. | «Honor Thy Father»                                                          | Портной           | Петруччі, Маянґ, Рудесс, Портной                   |            |
| 5. | «Vacant»                                                                    | Джеймс Лабрі      | Маянґ, Рудесс                                      |            |
| 6. | «Stream of Consciousness»                                                   | (інструментальна) | Петруччі, Маянґ, Рудесс, Портной                   |            |
| 7. | «In the Name of God»                                                        | Петруччі          | Петруччі, Маянґ, Рудесс, Портной                   |            |